# Лиелвирцава
Лие́лвирцава (латыш. Lielvircava) — населённый пункт в Елгавском крае Латвии. Входит в состав Платонской волости. Находится на левом берегу реки Вирцава. По данным на 2015 год, в населённом пункте проживало 285 человек.

## История
В советское время населённый пункт входил в состав Платонского сельсовета Елгавского района. В селе располагалась центральная усадьба колхоза «Саркана звайгзне».